# Rhododendron mallotum
Rhododendron mallotum är en ljungväxtart som beskrevs av Isaac Bayley Balfour och Kingdon-Ward. Rhododendron mallotum ingår i släktet rododendron, och familjen ljungväxter. Inga underarter finns listade i Catalogue of Life.